# Jōchi-ji

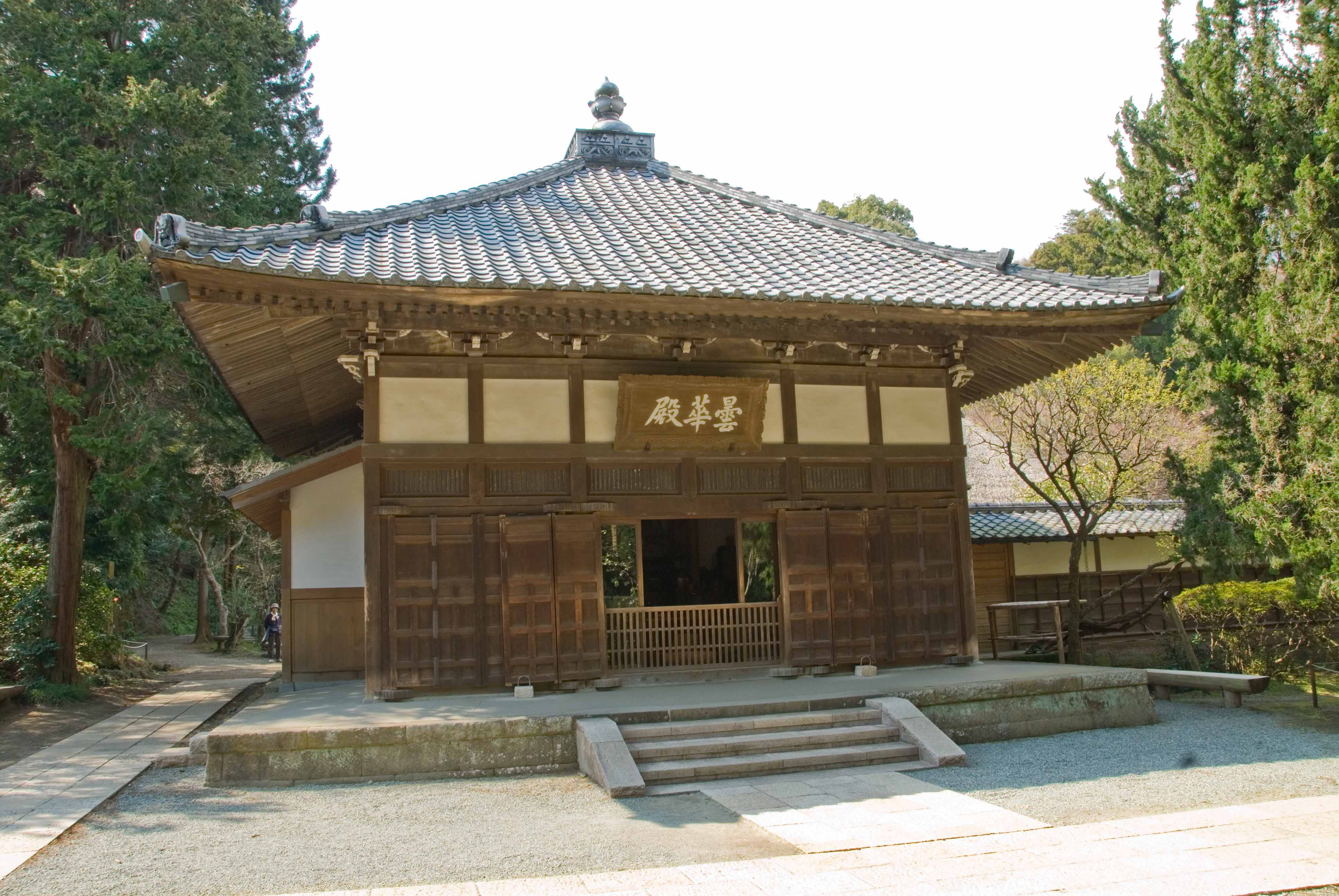
Haupthalle des Jōchi-ji

Der Jōchi-ji (japanisch 浄智寺) ist ein buddhistischer Tempel im Stadtteil Yama-no-uchi (山ノ内) der japanischen Stadt Kamakura (Präfektur Kanagawa), unweit vom Bahnhof Kita-Kamakura. Er gehört zum Engaku-ji-Zweig der Rinzai-shū und war Bestandteil des Gozan-Systems.

## Geschichte
Die genauen Ursprünge des Jōchi-ji sind unklar. Als offizielle Gründer gelten Hōjō Munemasa (北条 宗政; 1253–1281), dritter Sohn des fünften Shikken Hōjō Tokiyori (1227–1263), und Munemasas Sohn, Hōjō Morotoki (北条 師時; 1275–1311). Da der Tempel aber erst um das Jahr des Todes von Munemasa fertiggestellt wurde, ist eine Beteiligung seiner Gattin, Hōjō Masamura (北条 政村; 1205–1273), und seines jüngeren Bruders, Hōjō Tokimune (1251–1284), an der Bauherrschaft und Eröffnung wahrscheinlich.
Als erste Vorsteher gelten ungewöhnlicherweise gleich drei Mönche: Nanshu Kōkai (南洲宏海/南州宏海, a.k.a. Shin’o Zenji, 真応禅師, ?–1303), der diese Ehre aber wegen seines damals zu jungen Alters seinem chinesischen Meister Daxiu Zhengnian (大休正念,  Dàxiū Zhèngniàn; jap. 大休正念, Daikyū Shōnen; 1214–1289) übertrug, der seinerseits zugunsten seines eigenen Meisters Wuan Puning (兀菴普寧/兀庵普寧,  Wùān Pǔníng; 兀菴普寧/兀庵普寧, Gottan Funei; ?–1276) verzichten wollte, der aber vor der Fertigstellung des Tempels verstarb und zuvor bereits 1265 wieder nach China zurückgekehrt war, nachdem Hōjō Tokiyori, der ihn nach Japan eingeladen hatte, verstorben war.

## Architektur
Von der ehemaligen Größe des Jōchi-ji ist wenig erhalten geblieben. Alle Gebäude sind Neubauten, die nach dem Großen Kantō-Erdbeben fertiggestellt wurden. Nichtsdestoweniger sind diese und andere, ältere, Artefakte im Tempel populäre Ziele für Touristen.
Nahe am Eingang befindet sich der Kanro-no-i (甘露ノ井), einer der Zehn Brunnen von Kamakura (鎌倉十井, jussei).
Eine architektonische Ungewöhnlichkeit ist das Shōrō-mon (鐘楼門), eine zweistöckige Kombination aus Torturm und Glockenturm. Im oberen Stockwerk, dessen Fenster im Katōmado-Stil (火灯窓) gehalten sind, befindet sich eine Glocke aus dem Jahr 1340.
Go-Honzon sind die Holz-Statuen der Buddhas der drei Zeiten (三世仏, san-sei-butsu): Amida Nyorai, Shaka Nyorai und Miroku Nyorai. Die Shaka-Statue stammt wahrscheinlich aus dem Jahr 1370, das Alter der anderen beiden wird in die Mitte des 15. Jahrhunderts zurückdatiert. Sie befinden sich alle in der Donge-den (曇華殿) genannten Butsu-den (仏殿), der Haupthalle des Tempels, wo sie zu ihrer Linken von einer Bodhidharma-Statue und zur Rechten von zwei Statuen der Priester Nanshu und Daikyū flankiert werden. Im hinteren Teil der Halle befindet sich eine Statue der Kannon-Bodhisattva, Teil eines Kannon-Pilgerweges in der Region.
Weitere historisch bedeutsame Statuen im Eigentum des Tempels sind eine Statue des Bodhisattva Jizō aus der späten Kamakura-Zeit und eine Statue von Idaten (韋駄天) aus dem 14. Jahrhundert. Diese beiden befinden sich zurzeit als Leihgabe im Besitz des Kamakura-Museums (鎌倉国宝館, Kamakura-kokuhōkan).
In der Nähe der Donge-den befinden sich zwei alte Bäume: eine Kōya-maki, die angeblich der größte Baum in Kamakura ist, und eine Hakuunboku (白雲木), dessen Blüten nur in einer Woche Anfang Mai blühen.
Im Hinterhof des Tempels befinden sich Gärten aus Blumen und Bambus, sowie Grotten-Gräber (yagura), in denen einige Kenotaphe und steinerne Statuen stehen, darunter eine der Gottheit Ugajin (宇賀神) und eine von Hoteison (布袋尊).